# Hanns-Erich Kaminski
Pour les articles homonymes, voir Kaminski.
Œuvres principales
- Ceux de Barcelone, 1937
- Céline en chemise brune, 1938
- Bakounine, la vie d'un révolutionnaire, 1938

Hanns-Erich Kaminski, né à Labiau en province de Prusse-Orientale le 29 novembre 1899, mort en Argentine en 1963, est un journaliste et écrivain libertaire allemand d'expressions allemande et française.

## Biographie
Hanns-Erich Kaminski est issu d'une famille aisée. Fils d'un père commerçant, il est le neveu de Mme E. Halpérine-Kaminski, traductrice des œuvres de Tolstoï en français. Il fait ses études secondaires à Königsberg et après son baccalauréat en octobre 1917 il est mobilisé dans l'Armée de l'air jusqu'à la fin de la guerre. Il étudie ensuite l'économie à l'université de Fribourg et à l'université de Heidelberg où, en février 1922, il obtient le titre de docteur avec une thèse sur le dumping.
Kaminski s'engage alors dans une carrière de journaliste dans la presse allemande de gauche, notamment dans le journal de Carl von Ossietzky et Kurt Tucholsky, Die Weltbühne. Il passe ensuite deux ans (1922-1924) en Italie, période au cours de laquelle il écrit son premier livre, Fascismus in Italien publié en 1925 à Berlin et reçoit à ce titre le Prix Filehne, distinction américaine. Il voyage également en Espagne, au Maroc espagnol et à Paris. En 1926, il devient rédacteur politique du journal social-démocrate de Francfort, Die Volkstimme et collabore à de nombreux autres journaux dont Die Weltbühne, notamment lorsque son rédacteur en chef se trouve emprisonné en 1932.
Durant la période de la crise économique, il est partisan d'une alliance anti-nazie entre le parti social-démocrate et le parti communiste. En février 1933, à la suite de la victoire des nazis, Kaminski quitte l'Allemagne pour Paris. Déçu de la faillite de la social-démocratie en Allemagne, il se rapproche des milieux anarchistes, plus particulièrement des anarcho-syndicalistes de l'AIT. De septembre 1936 à février 1937, il est en Espagne, à la suite de quoi il publie son livre sur la guerre d'Espagne (Ceux de Barcelone). Il écrit ensuite une biographie de Bakounine. Admirateur de Céline pour Le Voyage au bout de la nuit et Mort à crédit, il récuse radicalement son manifeste antisémite et pro-nazi Bagatelles pour un massacre et publie le pamphlet Céline en chemise brune en 1938. La même année, il écrit un livre sur le nazisme, qui est publié en Argentine en 1940.
À la suite de la défaite française de 1940, Kaminski quitte Paris et, de Marseille, réussit à gagner Lisbonne où il cherche à obtenir un visa afin de quitter l'Europe. Sa demande pour les États-Unis par le biais de son ami Rudolf Rocker, n'aboutit pas, mais il semble qu'il ait obtenu, grâce à Diego Abad de Santillán, un visa pour l'Argentine où il émigre avec son amie Anita Karfunkel en 1941. C'est là-bas que Kaminski décède en 1963.
En 1972, l'écrivain Hans Magnus Enzensberger inclut plusieurs textes de Kaminski dans son roman sur la vie de Buenaventura Durruti, Le bref été de l'anarchie.

## Œuvres

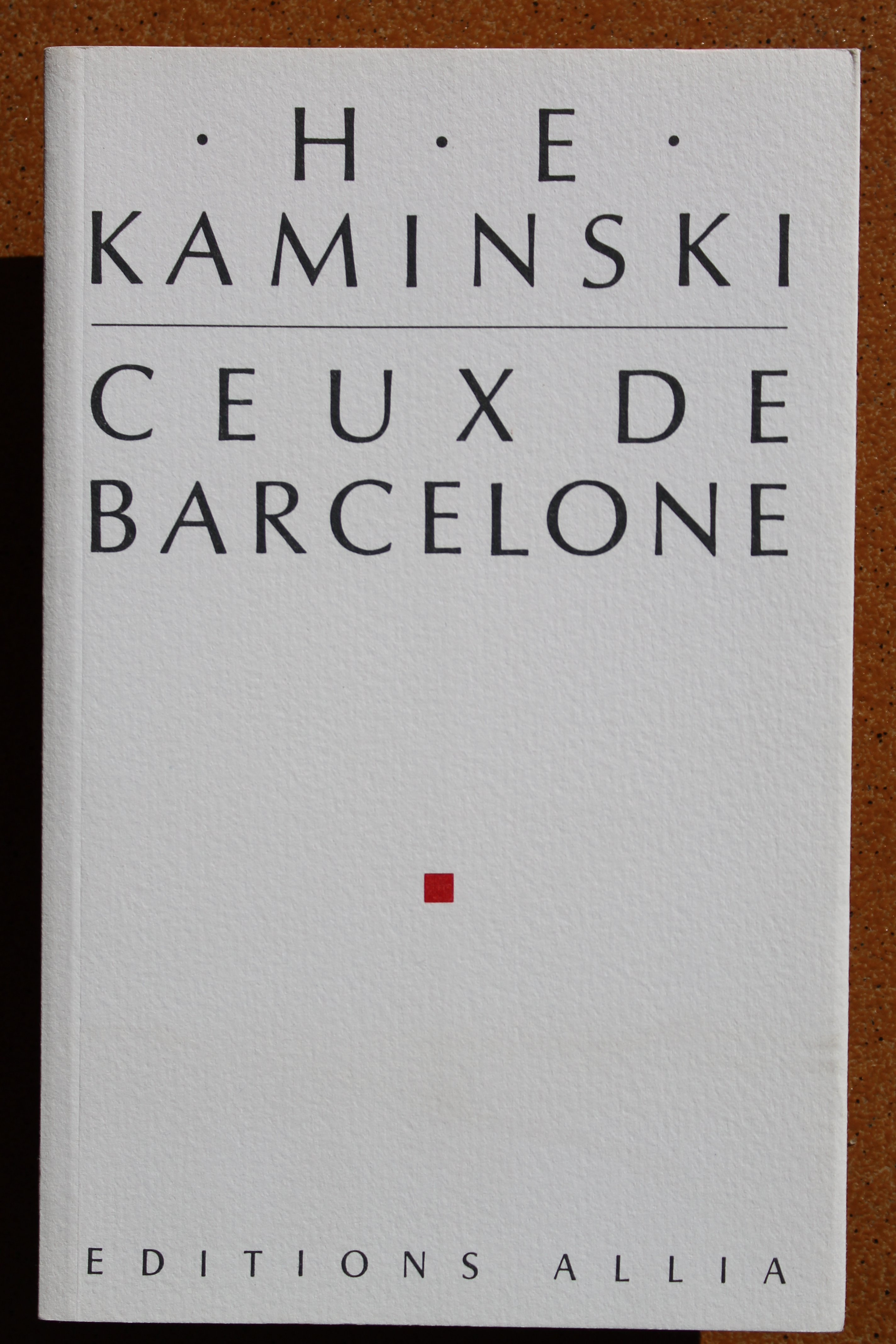
Ceux de Barcelone (éd. Allia).

- Zur Theorie des Dumping, thèse de doctorat, Université de Heidelberg, 1921
- Fascismus in Italien, Verlag für Sozialwissenschaft, Berlin, 1925
- Ceux de Barcelone, Denoël, Paris, 1937 (réédition : Éditions Allia, Paris, 2003)
- Céline en chemise brune ou le Mal du présent, Les Nouvelles Éditions Excelsior, 1938 (rééditions : Éditions Plasma, 1977 ; Éditions Champ Libre, 1983 ; éditions Mille et une nuits, 1997 avec une postface de Jean-Pierre Martin, "Kaminsky scandale" et une notice biographique de Joël Gayraud, "Portrait partiel d'un proscrit" ; Éditions Allia, 2019)
- Bakounine, la vie d'un révolutionnaire, Aubier-Montaigne, Paris, 1938 (réédition : Éditions Bélibaste, 1971)
- Troisième Reich, Problème sexuel (écrit en français mais paru seulement dans une version en espagnol : El nazismo como problema sexual. Ensayo de psicopatologia, Imàn, Buenos-Aires, 1940)
- Journal de Lisbonne, manuscrit coécrit avec Anita Karfunkel et probablement perdu.